# لمنيزلة
لمنيزلة هي جماعة قروية في إقليم تارودانت بجهة سوس ماسة جنوب المغرب. تتكون الجماعة من 17 دواراً، وهي تضم 4224 نسمة حسب الإحصاء العام للسكان والسكنى لسنة 2014.
يقع مركز الجماعة على الطريق الإقليمية رقم 1713، ويبعد عن تارودانت بـ 40 كلم.

## دواوير الجماعة
- دوار لمنيزلة (مركز الجماعة)
- دوار تلبورت
- دوار تالعينت
- دوار تامدا
- دوار إغزر أغانيم
- دوار تخبيت
- دوار أمالو
- دوار أكادير ونزيزن
- دوار لوميه
- دوار زاغن غين
- دوار فاغن
- دوار أرازن
- دوار ألوس
- دوار إفرض
- دوار بوكضرور
- دوار تكموت

## التعليم
قائمة المؤسسات التعليمية في لمنيزلة:
- مجموعة مدارس محمد العالم (المركزية: لمنيزلة / الوحدات: تالعينت - تامدا - إغزر أغانيم - تخبيت)
- مجموعة مدارس ابن حزم (المركزية: لوميه / الوحدات: أكادير وانزيزن - زاغن غين - أرازن - ألوس - إفرض - بوكضرور)